# 蘇北駅
蘇北駅（そほくえき）は中華人民共和国遼寧省瀋陽市渾南区にある、中国鉄路総公司（CR）の駅。瀋陽駅から13km、大連駅から384km、丹東駅から257kmの位置にある。瀋陽鉄道局所属の駅に設定されている。
瀋大線・瀋丹線の2路線が乗り入れているが線路は供用している。

## 隣の駅
中国国鉄
瀋大線・瀋丹線
渾河駅 - 蘇北駅 - 蘇家屯駅